# Велика лондонска куга
Велика лондонска куга, која је трајала од 1665. до 1666. године, била је последња велика епидемија бубонске куге која се догодила у Енглеској. То се догодило у оквиру вишевековне Друге пандемије, периода повремених епидемија бубонске куге које су настале у Централној Азији 1331. (прве године Црне смрти), и укључивале сродне болести као што су плућна куга и септикемија, које су трајале до 1750.
Велика куга је убила око 100.000 људи – скоро четвртину становништва Лондона – за 18 месеци. Кугу је изазвала бактерија Јерсинија пестис, која се обично преноси на човека уједом буве или вашке.
Епидемија 1665-66 била је много мањих размера од раније пандемије црне смрти. Касније је постала позната као „велика“ куга углавном зато што је била последња распрострањена епидемија бубонске куге у Енглеској током 400-годишње Друге пандемије.

## Лондон 1665.
Куга је била ендемска у Лондону у 17. веку, као и у другим европским градовима у то време. Болест је периодично избијала и прерастала у масовне епидемије. Било је укупно 30.000 умрлих од куге 1603. године, 35.000 1625. године, 10.000 1636. године, а мањи број других година.
Крајем 1664. на небу је виђена сјајна комета, а људи у Лондону су се уплашили, питајући се какво зло она представља. Лондон је у то време био град од око 448 хектара окружен градским зидом који је првобитно био изграђен да спречи нападе, а на југу реком Темзом. У зиду су биле капије у Лудгејту, Њугејту, Олдерсгејту, Криплгејту, Моргејту, Бишопсгејту и Олдгејту, а Темзу је било могуће прећи на Лондонском мосту . У сиромашнијим деловима града, испуњеним претрпаним стамбеним зградама и поткровљем, хигијену је било немогуће одржавати. Није било санитарија, а отворени одводи су текли дуж центра кривудавих улица. Калдрма је била клизава од животињског измета, смећа и помета избачених из кућа; лети су били блатњави и зујали од мува, а зими преплављени канализацијом. Градска корпорација (City of London Corporation) је ангажовала људе да уклони најгору прљавштину, а она је транспортована до хумки изван зидина, где се накупљала и даље распадала. Смрад је био свеприсутан, а људи су ходали унаоколо дрежећи марамице преко носа.
Неке од градских потрепштина, као што је угаљ, стизале су баркама, али већина је долазила друмом. Запрежна кола, кочије, коњи и пешаци били су збијени, а капије у зиду стварале су уска грла кроз која је било тешко напредовати. Лондонски мост са деветнаест лукова био је још закрченији. Они који су били боље стојећи користили су кочије и носиљке да дођу до својих одредишта, а да се не упрљају. Сиромашни су ходали, и могли су да буду потопљени водом коју су добацила возила на точковима, бачене помије на улицу или вода која се слива са кровова који се надвијају. Још једна опасност био је црни дим који се гушио из фабрика сапуна, пивара, топионица гвожђа и око 15.000 домаћинстава која су сагоревала угаљ да би загрејала своје домове.
Изван градских зидина изницале су страћаре са дрвеним колибама и без санитарија, пружајући домове занатлијама и трговцима који су хрлили у ионако пренасељени град. Влада је покушала да ограничи развој ових „предграђа“, али није успела: у њима је живело преко четврт милиона људи. Када су ројалисти побегли из земље током Комонвелта, оставили су празним многе лепе градске куће, а неки имигранти у Лондону су се нагурали у њих, претварајући их у станове у којима су биле смештене различите породице у свакој соби. Ова имања су убрзо вандализована и постала су заражена пацовима.
Самим лондонским градским центром су управљали лорд-градоначелник, старешине и обични одборници, али неки делови већег градског подручја нису били легално део града. Нека од ових подручја, како унутар градских зидина тако и ван његових граница, дуго су била организована у области различитих величина, зване „слободе“, којима су историјски давана права на самоуправу. (Многи су првобитно били повезани са верским институцијама које су укинуте распуштањем манастира, након чега су њихова историјска права и имовина пренети на секуларне власнике.)
До 1665. године, зидинама опсасани град је био окружен кругом слобода које су биле под његовом влашћу, а које су се заједнички називале „Град и слободе“. Међутим, ово подручје је било окружено додатним предграђима са другим независним управама. На пример, Вестминстер је био независан град са сопственим слободама, повезан са Лондоном урбаном инфраструктуром, а Лондонски торањ је био завесна област. Области које нису биле део ниједне од ових различитих независних администрација потпадале су под надлежност округа Мидлсек ако су биле северно од реке, и под власт Сарија уколико су буле јужно од реке.
У то време, бубонска куга је била болест за коју су се много бојали, али њен узрок није био схваћен. Многи су грешком окривљавали еманације из земље, „пестилентни излив“, необично време, болест стоке, ненормално понашање животиња или повећање броја кртица, жаба, мишева или мува. Тек 1894. године Александер Јерсин је идентификовао узрочник куге, бактерију Јерсинија пестис, и пренос преко пацовских бува је постао научно утврђен и познат. Иако се дуго претпостављало да је велика куга у Лондону бубонска куга, узрокована Иерсиниа пестис, ово је потврђено (ДНК анализом) тек 2016. Сада се верује да су људске уши такође имале кључну улогу у изазивању инфекција, можда и више од пацова.

## Бележењи смртности
Да би се проценила тежина епидемије, прво је потребно знати колика је била популација у којој се појавила. Није постојао званични попис становништва који би дао ову цифру, а најбољи савремени број потиче из дела Џона Граунта (1620–1674), који је био један од најранијих чланова Краљевског друштва и један од првих демографа, који је донео научни приступ прикупљању статистичких података. Године 1662, он је проценио да је 384.000 људи живело у лондонском Ситију, Либертису, Вестминстеру и ванпарохијама, на основу бројки у Bills of Mortality објављеним сваке недеље у престоници. Ови различити дистрикти са различитим администрацијама чинили су званично признат обим Лондона у целини. Године 1665. ревидирао је своју процену на „не изнад 460.000“. Други савременици наводе вишу цифру (француски амбасадор је, на пример, предложио 600.000), али без математичке основе која би подржала своје процене. Следећи по величини град у краљевству био је Норич, са 30.000 становника.
Није постојала обавеза да се пријави смрт било коме на власти. Уместо тога, свака парохија је именовала два или више „трагача мртвих“, чија је дужност била да прегледају леш и утврде узрок смрти. Трагач је имао право да наплати малу накнаду од рођака за сваку смрт коју је пријавио, и тако је обично парохија на то место именовала некога ко би иначе био у беди и добијао подршку од парохијске сиромашне стопе. Типично, то је значило да би тражиоце биле старе жене које су биле неписмене, могле би мало знати о идентификовању болести и које би биле отворене за непоштење. Трагачи би обично сазнали за смрт или од локалног службеника који је био замољен да ископа гроб или од звоњења црквеног звона. Свако ко није пријавио смрт својој локалној цркви, као што су квекери, анабаптисти, други неангликански хришћани или Јевреји, често нису били укључени у званичне записе. Трагачи током времена куге морали су да живе одвојено од заједнице, избегавају друге људе и носе бели штап да би упозорили на своје занимање када су напољу, и да остану у затвореном простору осим када обављају своје дужности, како би избегли ширење болести. Трагачи су се пријавили парохијском службенику, који се сваке недеље враћао у Компанију парохијских чиновника у Брод Лејну. Бројке су затим прослеђене лорду градоначелнику, а затим и државном министру када је куга постала питање националне бриге.
Граунт је забележио неспособност Трагача у идентификацији правих узрока смрти, примећујући често бележење 'конзумације', а не других болести које су тада препознали лекари. Предложио је шољу пива и удвостручење њихове накнаде на два грома, а не један, било довољно да Трагачи промене узрок смрти у један погоднији за укућане. Нико није желео да буде познат као да је у свом домаћинству умро од куге, а и парохијски службеници су, такође, прикривали случајеве куге у својим званичним повратцима. Анализа рачуна о морталитету током месеци када је куга владала показује пораст смртности осим од куге знатно изнад просечне стопе смртности, што је знак погрешног представљања правог узрока смрти. Како се куга ширила, уведен је систем карантина, по коме би свака кућа у којој је неко умро од куге била закључана и никоме није било дозвољено да улази или излази 40 дана. Ово је често доводило до смрти осталих становника, због занемаривања, ако не и од куге, и пружало довољан подстицај да се болест не пријави. Званични повратници бележе 68.596 случајева куге, али разумна процена сугерише да је ова цифра 30.000 мања од стварног укупног броја. Кућа за оболел од куге била је обележена црвеним крстом на вратима са натписом „Господе помилуј нас“, а напољу је бораво стражар.

## Последице
Становништво Енглеске 1650. године износило је приближно 5,25 милиона. Број становника је пао на око 4,9 милиона до 1680. године, да би се опоравило на нешто више од 5 милиона до 1700. године. Друге болести, као што су мале богиње, узеле су велики данак становништву без доприноса куге. Већу стопу смртности у градовима, генерално и посебно од куге, чинила је континуирана имиграција, из малих градова у веће и са села у градове.
У односу на број умрлих у Лондону, број погинулих је био мањи него у неким другим градовима. Укупан број смртних случајева у Лондону био је већи него у било којој претходној епидемији током 100 година, иако су у односу на становништво епидемије 1563, 1603. и 1625. биле упоредиве или веће. Можда је око 2,5% енглеског становништва умрло.